# MiG Alley

Mapa mostrando a "alameda dos Migs" (o círculo).

"MiG Alley" (em português: "Alameda dos MiGs") foi o nome dado pelos pilotos das forças da ONU a porção norte do território da Coreia, próximo a fronteira com a China, onde o Rio Yalu desagua no Mar Amarelo. Durante a Guerra da Coreia, foi um lugar onde vários combates aéreos foram travados entre pilotos de caça dos Aliados, liderados pelos Estados Unidos, e da Coreia do Norte (incluindo tripulações e aviadores soviéticos) e China.
A área ganhou este apelido pois era dominada e constantemente patrulhada por caças Mikoyan-Gurevich MiG-15, de fabricação russa. Esta aeronave foi uma das mais usadas no conflito entre as Coreias. Na alameda dos Migs, foi registrados algumas das primeiras batalhas entre jatos da história. O principal adversário do MiG-15 soviético era o caça F-86 Sabre, de fabricação americana.
No final da Guerra da Coreia, ambos os lados se consideraram vitoriosos. Os americanos afirmaram que para cada avião seu perdido, eles conseguiram derrubar dez inimigos. Os soviéticos afirmam que para cada aeronave sua derrubada, três dos Aliados foram abatidas. O verdadeiro total de mortos permanece desconhecido, mas no final os Estados Unidos e Sul-coreanos conseguiram manter alguma superioridade aérea sobre a região (embora não tenham conseguido impedir o tráfego aéreo inimigo). O piloto russo Nikolai Sutyagin foi, teoricamente, o que conquistou mais vitórias em combate, derrubando 21 caças inimigos. Já do lado dos americanos, Joseph C. McConnell afirmou ter 16 vitórias aéreas. Estes dois foram alguns dos vários ases que surgiram nesta guerra.

## Fotos

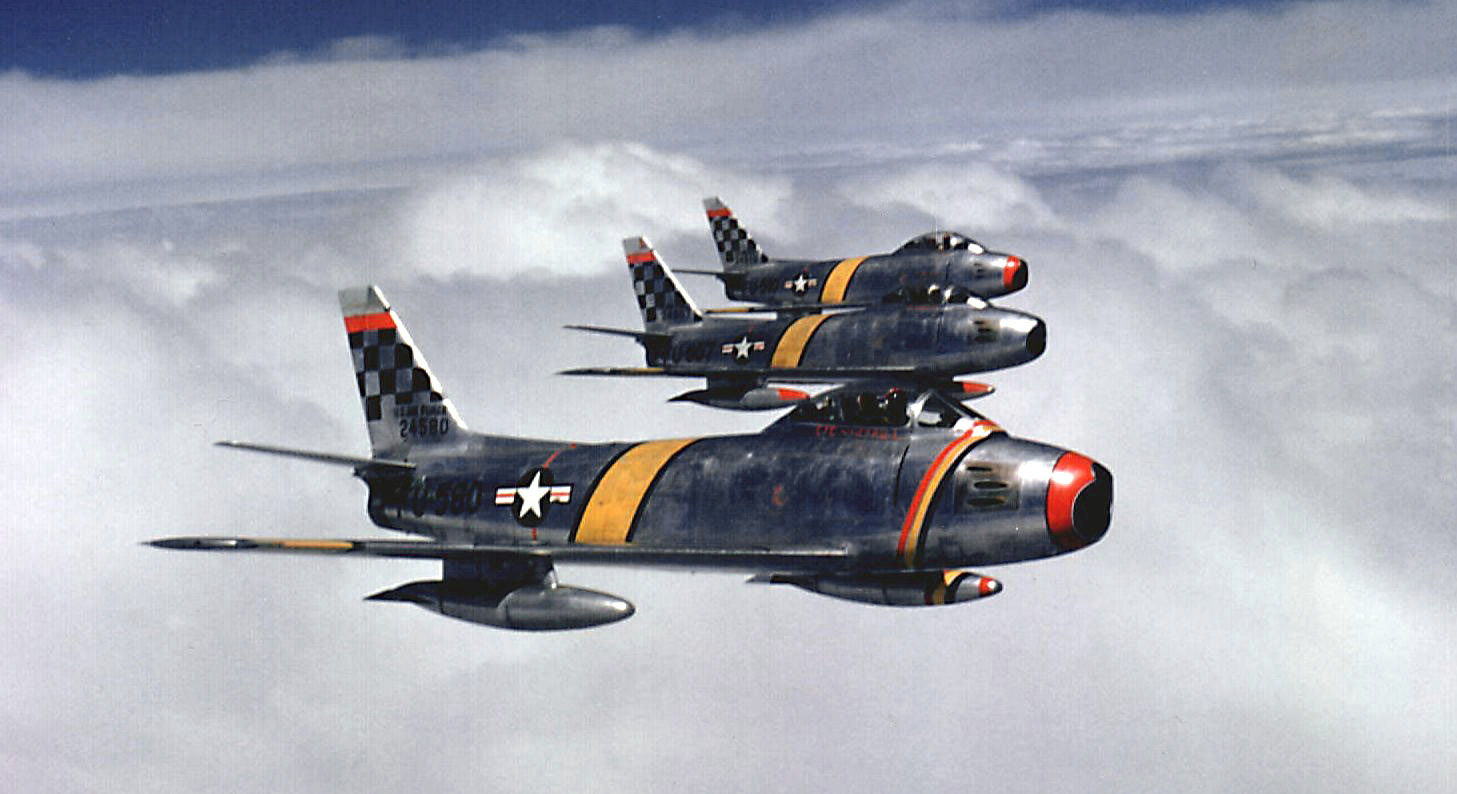
Uma formação de caças F-86 americanos sobrevoando a Coreia do Norte, em 1953.
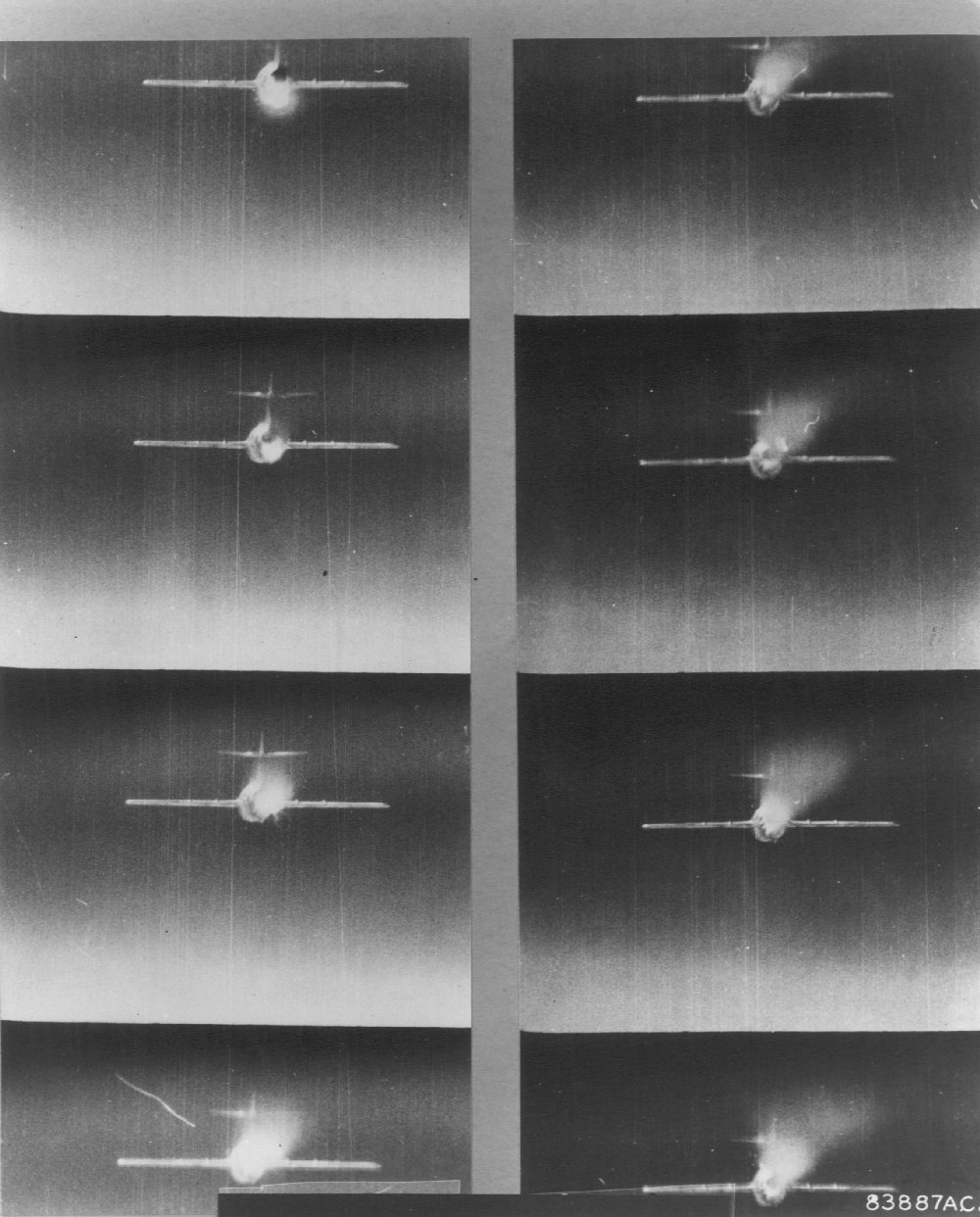
Imagem de uma câmera montada no nariz de um F-86 mostrando um caça MiG-15 sendo alvejado na Alameda dos Migs.
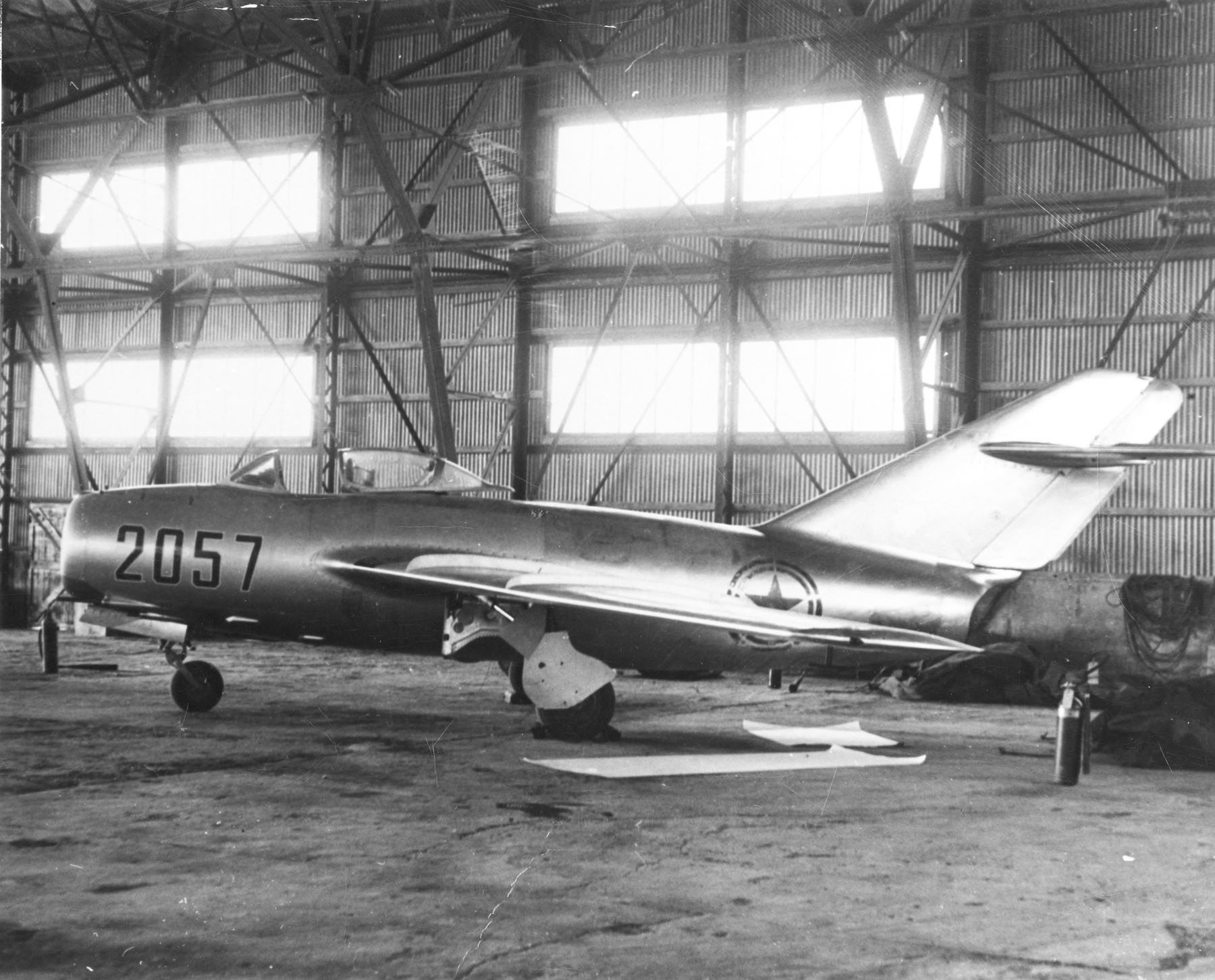
Um MiG-15, de fabricação soviética, utilizado por pilotos russos, chineses e norte-coreanos, durante a guerra.
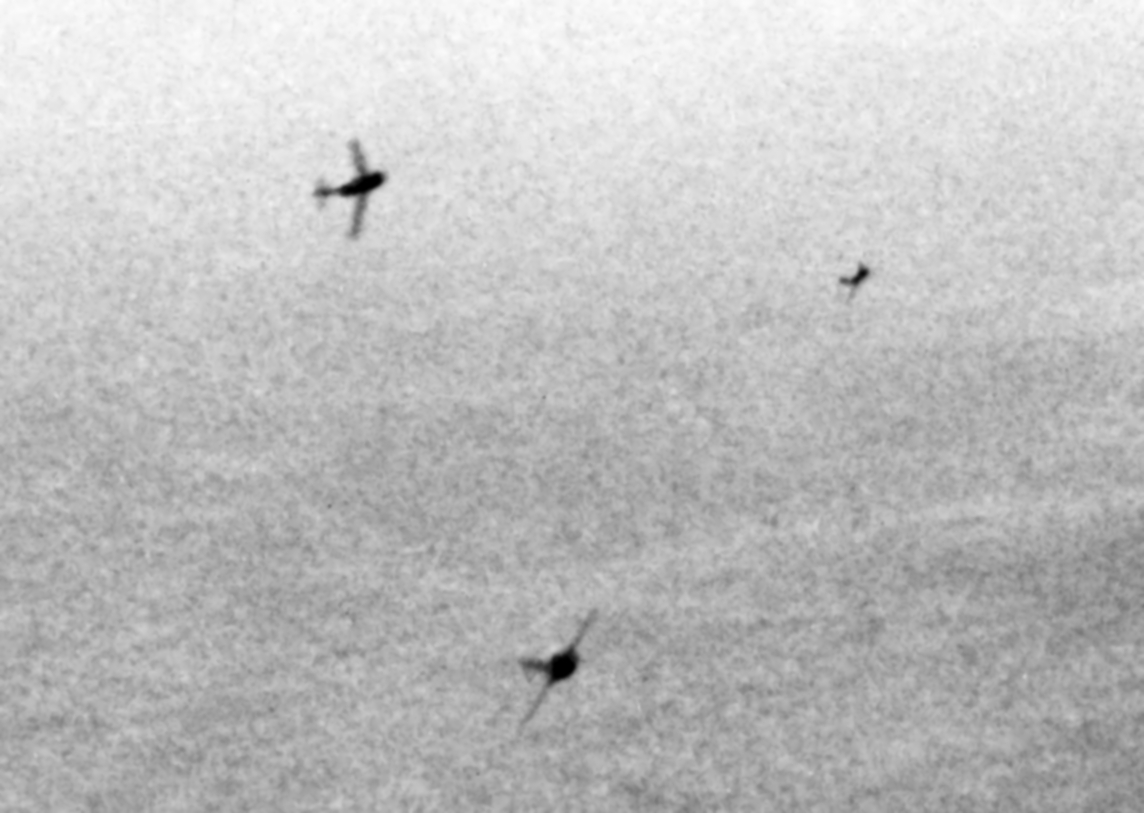
Um grupo de caças MiG-15s convergindo para atacar um B-29 americano, 1951.